# Una donna in gabbia
Una donna in gabbia (Hitting a New High) è un film del 1937 diretto da Raoul Walsh.